# Noyelles-sous-Lens
Noyelles-sous-Lens és un municipi francès situat al departament del Pas de Calais i a la regió dels Alts de França. L'any 2007 tenia 6.991 habitants.

## Demografia

### Població
El 2007 la població de fet de Noyelles-sous-Lens era de 6.991 persones. Hi havia 2.956 famílies de les quals 1.072 eren unipersonals (320 homes vivint sols i 752 dones vivint soles), 736 parelles sense fills, 828 parelles amb fills i 320 famílies monoparentals amb fills.
La població ha evolucionat segons el següent gràfic:
Habitants censats

### Habitatges
El 2007 hi havia 3.240 habitatges, 3.014 eren l'habitatge principal de la família, 5 eren segones residències i 221 estaven desocupats. 2.913 eren cases i 321 eren apartaments. Dels 3.014 habitatges principals, 987 estaven ocupats pels seus propietaris, 1.505 estaven llogats i ocupats pels llogaters i 522 estaven cedits a títol gratuït; 12 tenien una cambra, 474 en tenien dues, 522 en tenien tres, 1.129 en tenien quatre i 877 en tenien cinc o més. 1.830 habitatges disposaven pel capbaix d'una plaça de pàrquing. A 1.480 habitatges hi havia un automòbil i a 626 n'hi havia dos o més.

### Piràmide de població
La piràmide de població per edats i sexe el 2009 era:
| Homes | Edats   | Dones |
| ----- | ------- | ----- |
| 5     | 95 o +  | 8     |
| 5     | 90 a 94 | 35    |
| 17    | 85 a 89 | 91    |
| 41    | 80 a 84 | 145   |
| 105   | 75 a 79 | 223   |
| 184   | 70 a 74 | 294   |
| 215   | 65 a 69 | 303   |
| 198   | 60 a 64 | 250   |
| 154   | 55 a 59 | 200   |
| 200   | 50 a 54 | 194   |
| 216   | 45 a 49 | 203   |
| 240   | 40 a 44 | 281   |
| 278   | 35 a 39 | 257   |
| 221   | 30 a 34 | 215   |
| 198   | 25 a 29 | 213   |
| 193   | 20 a 24 | 208   |
| 243   | 15 a 19 | 196   |
| 260   | 10 a 14 | 199   |
| 215   | 5 a 9   | 167   |
| 159   | 0 a 4   | 174   |

## Economia
El 2007 la població en edat de treballar era de 4.140 persones, 2.645 eren actives i 1.495 eren inactives. De les 2.645 persones actives 2.140 estaven ocupades (1.222 homes i 918 dones) i 505 estaven aturades (262 homes i 243 dones). De les 1.495 persones inactives 340 estaven jubilades, 420 estaven estudiant i 735 estaven classificades com a «altres inactius».

### Ingressos
El 2009 a Noyelles-sous-Lens hi havia 2.988 unitats fiscals que integraven 6.994,5 persones, la mediana anual d'ingressos fiscals per persona era de 13.363 €.

### Activitats econòmiques
Dels 119 establiments que hi havia el 2007, 2 eren d'empreses extractives, 5 d'empreses alimentàries, 6 d'empreses de fabricació d'altres productes industrials, 10 d'empreses de construcció, 33 d'empreses de comerç i reparació d'automòbils, 5 d'empreses de transport, 14 d'empreses d'hostatgeria i restauració, 2 d'empreses d'informació i comunicació, 3 d'empreses financeres, 1 d'una empresa immobiliària, 12 d'empreses de serveis, 16 d'entitats de l'administració pública i 10 d'empreses classificades com a «altres activitats de serveis».
Dels 26 establiments de servei als particulars que hi havia el 2009, 1 era una oficina de correu, 1 una oficina bancària, 1 funerària, 2 tallers de reparació d'automòbils i de material agrícola, 1 taller d'inspecció tècnica de vehicles, 1 autoescola, 3 paletes, 1 fusteria, 1 electricista, 3 empreses de construcció, 5 perruqueries, 5 restaurants i 1 saló de bellesa.
Dels 15 establiments comercials que hi havia el 2009, 2 eren supermercats, 2 botiges de menys de 120 m², 5 fleques, 5 llibreries i 1 una joieria.

## Equipaments sanitaris i escolars
El 2009 hi havia 2 centres de salut i 3 farmàcies.
El 2009 hi havia 2 escoles maternals i 2 escoles elementals. Noyelles-sous-Lens disposava d'un col·legi d'educació secundària amb 382 alumnes.

## Poblacions més properes
El següent diagrama mostra les poblacions més properes.